# Ешреф Шем'ї-заде
Ешре́ф Шем'ї́-заде́ (* 21 червня 1908, Євпаторія — † 11 березня 1978, Москва) — кримськотатарський поет, заслужений працівник культури Узбецької РСР.
Батько його, Афуз Абдураман Шем'ї — навчався в Бухаресті та Стамбулі, дід Абдугафар-Челебі — громадський діяч і мислитель.
Один з основоположників новітньої кримськотатарської поезії.

## Поетичний шлях
Вірші п'ятнадцятирічного Ешрефа вже мали образність та досконалу форму. 1926 року надруковано його перший вірш, дістав схвальні відгуки Бекіра Чобан-заде та Абдулли Лятіфа-заде.
Активно включився у боротьбу щодо національного будівництва, і ця боротьба надихала його. 1926 року — вчений секретар комісії по переходу кримськотатарської писемності з арабської на латинську графіку. Одночасно з 1927-го редагує молодіжний журнал «Коз Айдин». 1928 року прийнятий до спілки письменників.
1930 року поступає на літературно-сценарний факультет Державного інституту кінематографії. Делегат Першого з'їзду письменників СРСР.
Поряд з ліричними віршами пише і великі поетичні полотна. Після публікації поеми «Дніпрельстан» 1931 року про нього з'являється окрема стаття з фотографією в Великій Радянській Енциклопедії.
1931 року побрався з Саїде Алі-к'изи Боданинською. Син Айдин Шем'ї-заде, фізик, згодом також став відомий як письменник.

## Гоніння
Двічі піддався арешту НКВД. 1937 — «за зносини з буржуазними націоналістами», виключений зі спілки письменників, відбував в Іркутську. Повернувся 1944, майже відразу підпав під депортацію всього кримськотатарського народу. Вдруге у 1949 році, засуджений на 25 років, звільнився у 1955 році.
1968 року відзначений званням заслуженого працівника культури Узбецької РСР.
Коли Ешреф помер, його вдова сказала дітям: «Навіть якщо доведеться нести на собі, батька поховаємо в Криму». Задля цього сини підготували оповіщення московських дисидентів, відомих діячів культури та десятка іноземних журналістів про бажання Саїде поховати чоловіка на батьківщині. Похований на мусульманському кладовищі Акьора.
Вершиною його творчості визнається поема «Козьяш Дивар» — «Стіна сліз».

## Відзначення
2004 року на його честь була випущена поштівка України.
2008 року заснована премія імені Ешрефа Шем'ї-заде.
В Євпаторії на фасаді будинку, де він народився, 2008 встановлена пропам'ятна дошка.
З 2011 року його ім'я носить один євпаторійський сквер.